# Przelot Alcocka i Browna przez Atlantyk

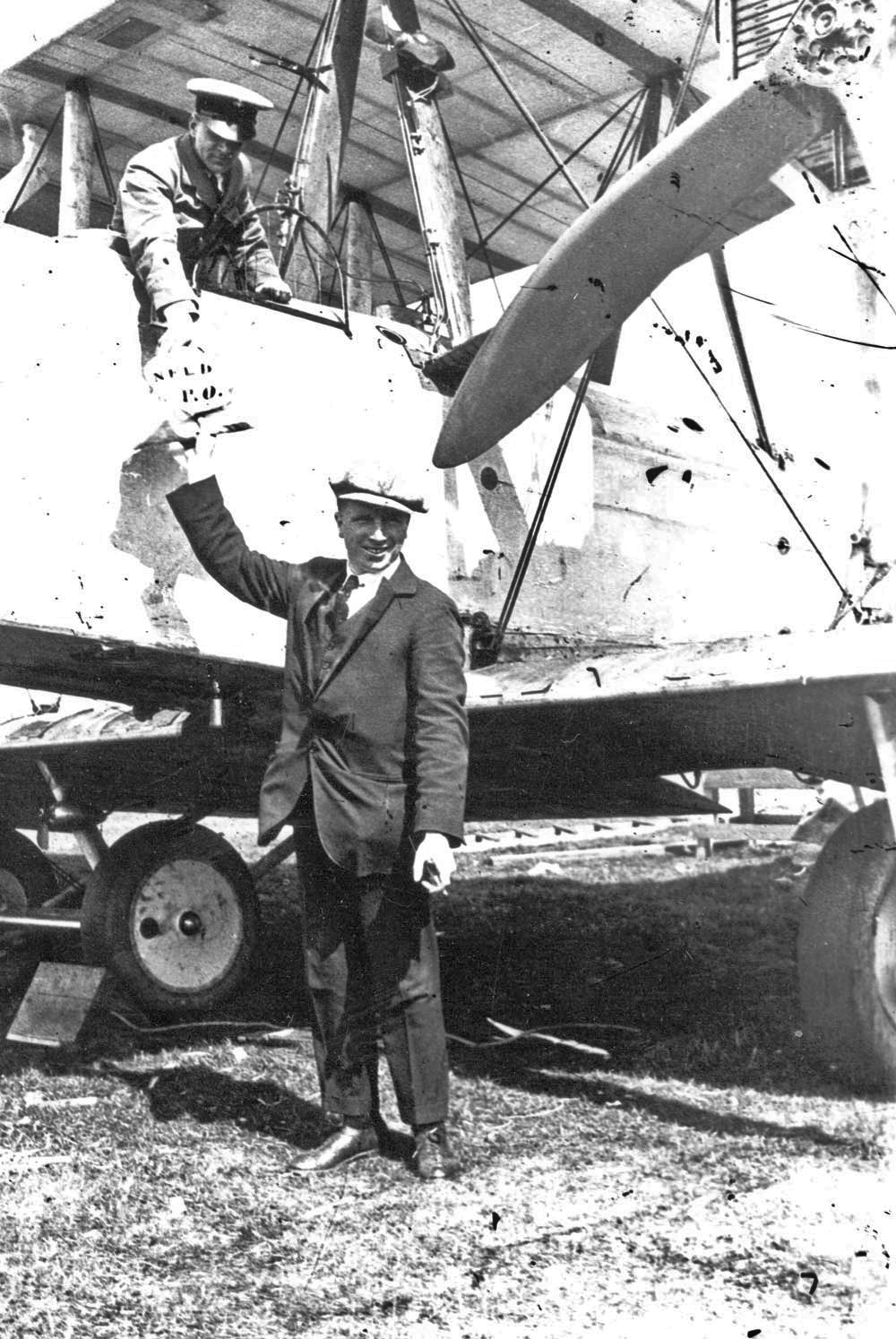
John Alcock i Arthur Whitten Brown z pocztą lotniczą przy samolocie Vickers Vimy

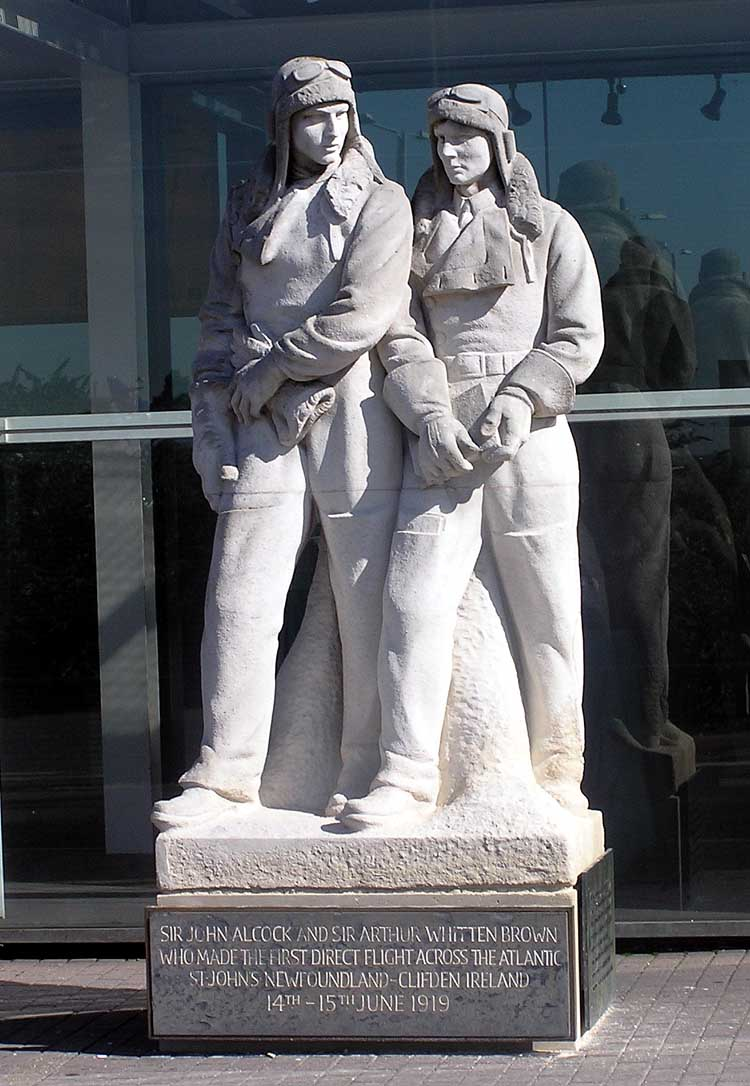
Pomnik Alcocka i Browna na lotnisku Heathrow w Londynie

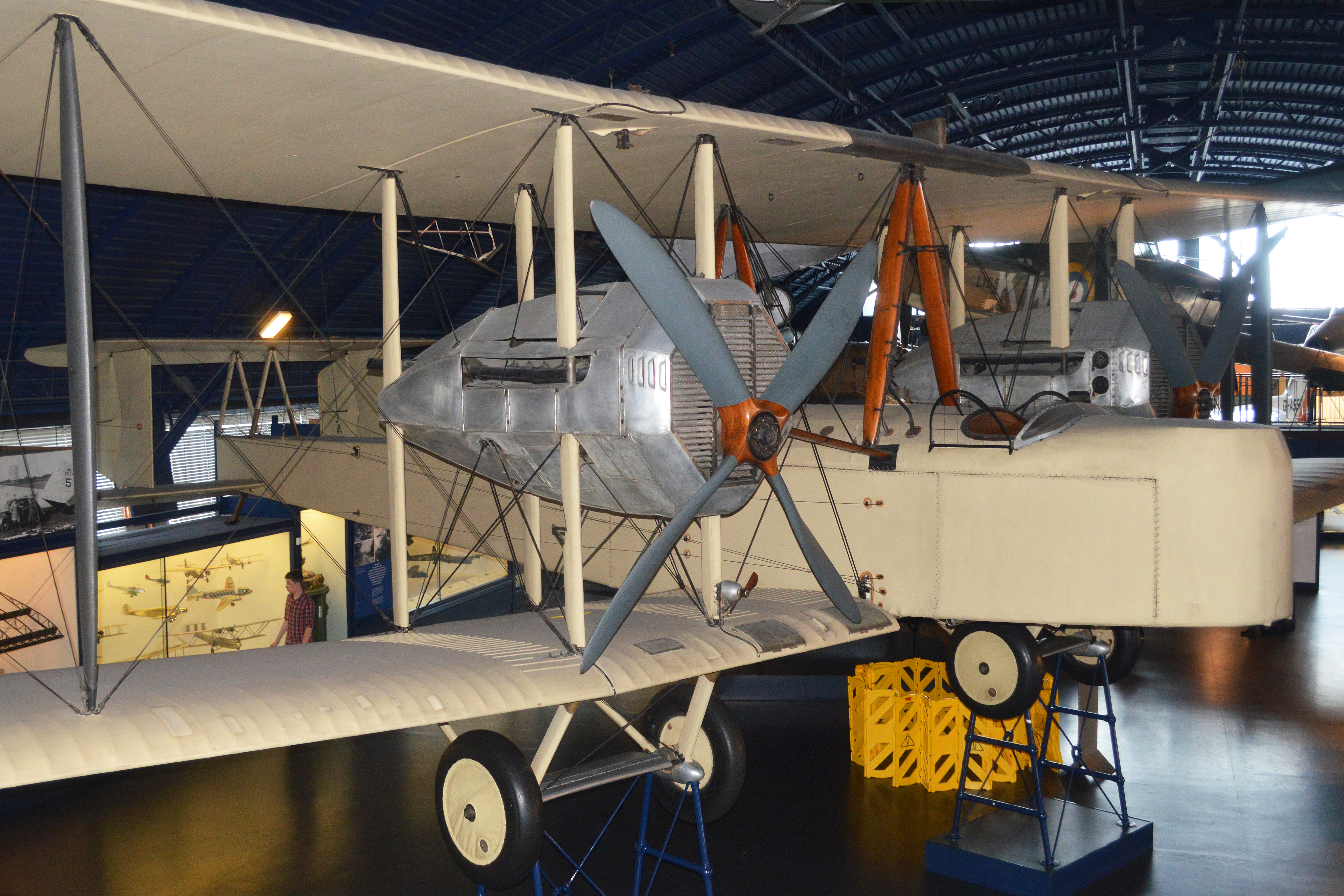
Oryginalny Vickers Vimy w Muzeum Nauki w Londynie

Przelot Alcocka i Browna przez Atlantyk (ang. Transatlantic flight of Alcock and Brown) – pierwszy nieprzerwany przelot samolotu bez międzylądowania ponad Oceanem Atlantyckim, dokonany przez brytyjskich lotników Johna Alcocka i Arthura Whittena Browna z 14 na 15 czerwca 1919, samolotem Vickers Vimy.

## Geneza
Na początku rozwoju lotnictwa, jednym z wielkich wyzwań było pokonanie Oceanu Atlantyckiego i zapewnienie połączenia między Europą a Ameryką. W kwietniu 1913 brytyjska gazeta Daily Mail ogłosiła konkurs z nagrodą 10 000 funtów szterlingów dla pierwszego lotnika, który bez międzylądowania przeleci ponad oceanem. Stało się to możliwe dopiero na skutek przyspieszenia postępu technicznego w lotnictwie przez I wojnę światową. Pierwszym samolotem, który pokonał Atlantyk stała się amerykańska łódź latająca Curtiss NC-4, załogi pilota Alberta Cushinga Reada, który dokonał tego w maju 1919, jednakże kilkakrotnie wodował po drodze. 18 maja 1919 próbę nieprzerwanego przelotu nad Atlantykiem podjęli Harry Hawker i Kenneth Grieve samolotem Sopwith Atlantic, jednakże ich samolot wodował po drodze (lotnicy zostali uratowani i otrzymali nagrodę Daily Mail 5000 funtów za przelot 1000 mil).

## Przelot Alcocka i Browna
Pierwszą udaną próbę nieprzerwanego przelotu przez Atlantyk, samolotem o podwoziu lądowym, podjęło dwóch brytyjskich lotników, pilot kapitan John Alcock i nawigator porucznik Arthur Whitten Brown. W celu wykorzystania korzystniejszych wiatrów i skrócenia drogi nad oceanem postanowili dokonać przelotu z zachodu na wschód. Wykorzystali do tego zmodyfikowany dwusilnikowy bombowiec dalekiego zasięgu Vickers Vimy, który najpierw przetransportowano rozmontowany statkiem do Ameryki.
Alcock i Brown wystartowali z pola Lester’s Field koło St. John’s, na wyspie Nowa Fundlandia (w północno-wschodnim krańcu Kanady), w kierunku na wschód 14 czerwca 1919 o godzinie 13:45. Podczas lotu borykali się ze złymi warunkami atmosferycznymi: chmury i mgła utrudniały lot i nawigację, a po przeleceniu około ⅔ drogi, natknęli się na silny sztorm. Samolot Vimy miał przy tym odkrytą kabinę załogi, lotnicy walczyli z zimnem, deszczem i śniegiem. Dwukrotnie Alcockowi udawało się po utracie sterowności odzyskać kontrolę nad samolotem tuż nad powierzchnią oceanu. Lecąc w dalszej części nad chmurami, na wysokości 3300 metrów mieli problemy z oblodzeniem – Brown kilka razy musiał wręcz wchodzić na skrzydło samolotu i zeskrobywać lód z wlotów powietrza do silników nożem, co groziło mu w każdej chwili spadnięciem. Awaria generatora uczyniła bezużyteczną radiostację, w którą był wyposażony samolot.
Po 16 godzinach i 28 minutach lotu, o 8:40 rano wylądowali na europejskiej wyspie Irlandii, w okolicy Clifden na zachodnim wybrzeżu. Ponieważ jednak wybrana przez nich łąka okazała się trzęsawiskiem Galway, samolot skapotował przy lądowaniu. Lotnicy wyszli jednak cało. Łącznie nad wodą lotnicy lecieli przez 15 godzin 57 minut, pokonując 3040 km (1890 mil) ze średnią prędkością 190 km/h (ówczesny nagłówek New York Times i część źródeł podaje odległość 1980 mil – 3186 km). Dostarczyli też przy okazji lotu po raz pierwszy worek z pocztą lotniczą z USA do Wielkiej Brytanii.
Alcock i Brown po przelocie uznani zostali za bohaterów. Obaj zostali uszlachceni przez króla Jerzego V. Oprócz nagrody Daily Mail 10 000 funtów, otrzymali także 2000 gwinei z firmy Ardath Tobacco Company i 1000 funtów od Lawrence R. Phillipsa. Na lotnisku Heathrow w Londynie wzniesiono w 1954 pomnik na ich cześć, pomnik wzniesiono również w miejscu lądowania. Rekordowy samolot Vickers Vimy znajduje się w Muzeum Nauki w Londynie, w dzielnicy South Kensington.
Przelot Alcocka i Browna został przyćmiony przez przelot Charlesa Lindbergha w 1927, którego błędnie się czasami uważa za pierwszego lotnika, który przeleciał ponad Atlantykiem. Przelot Lindbergha był jednak pierwszym przelotem samotnym, w dodatku łączącym główny ląd obu kontynentów, a nie wyspy.